# Luminous Engine
Luminous Engine (ルミナス・スタジオ, Ruminasu Engine), antes conocido como Luminous Studio (ルミナス・スタジオ  Ruminasu Sutajio Taller Luminoso ?), es un motor de juego multiplataforma desarrollado y utilizado de manera exclusiva por Luminous Productions, estudio desarrollador perteneciente a Square Enix. El motor fue diseñado para plataformas de hardware de octava generación compatibles con DirectX 11, como Xbox One, PlayStation 4 y algunas versiones de Microsoft Windows. Fue conceptualizado durante el desarrollo de Final Fantasy XIII-2 para ser compatible con las consolas de última generación, las cuales Crystal Tools, el motor original utilizado por Square Enix, no soportaba.
Luminous Studio se utilizó para las demostraciones técnicas (de aquí en adelante demos o demo) de Agni”s Philosophy y Witcher chapter 0. En la actualidad, Final Fantasy XV, un título de la serie Final Fantasy para consolas de octava generación, y Forspoken, utilizan Luminous Studio como motor. Los críticos elogiaron las dos demos nombradas anteriormente, citando sus gráficos y el renderizado en tiempo real y catalogaron al motor como exponente del futuro de los videojuegos.

## Desarrollo

### Historia
Según Julien Merceron, director mundial de tecnología de Square Enix a principios de los años 2010, el concepto del nuevo motor surgió en 2011, mientras se encontraba en las últimas fases del desarrollo de Final Fantasy XIII-2. Este fue un período difícil para Square Enix: el proyecto conocido entonces como Final Fantasy Versus XIII se enfrentaba a barreras técnicas mientras hacía la transición a entornos de mundo abierto que Crystal Tools, su motor original, no podía soportar, y Final Fantasy XIV se había encontrado con un lanzamiento desastroso debido a problemas técnicos y de desarrollo. Ante estos problemas, Square Enix decidió traer a antiguos desarrolladores de Sega para crear nuevos motores para sus productos, incluyendo Luminous Studio. Merceron aconsejó a Square Enix que no compartiera el motor entre empresas o internamente entre juegos hasta que el motor estuviera finalizado con el juego lanzado: esto hizo que Luminous Studio se limitara a lo que se convertiría en Final Fantasy XV durante el desarrollo, mientras que otros títulos importantes de la próxima generación utilizarían otros motores subcontratados.
El desarrollo de Luminous fue similar en concepto al de Unreal Engine de Epic Games o al del motor Unity de Unity Technologies en el sentido de que incorporaba todas las herramientas de desarrollo necesarias desde la fase de edición de los recursos, además de ser "de alta calidad, fácil de usar, flexible, de alta velocidad, compacto y que soportaba métodos de desarrollo de videojuegos, tanto manuales como automáticos". Para este concepto y enfoque, el equipo de desarrollo se inspiró en Unreal Engine de Epic Games y CryEngine de Crytek. El nombre "Luminous" fue elegido para representar el tema del cristal que está presente a lo largo de la serie Final Fantasy. Hubo muchos factores importantes que el equipo tuvo en cuenta al desarrollar el motor, ya que querían asegurar la mayor calidad posible para los juegos de última generación. Algunos de los factores ambientales incluían la iluminación, las sombras y el modelado. Una característica central del juego era la inteligencia artificial (IA), que antes podía volverse inestable o deficiente bajo ciertas condiciones o con una programación mediocre debido a la gran cantidad de códigos individuales que se necesitaban. El equipo de Luminous creó un único marco de trabajo flexible y unificado para controlar la escala de la IA a la vez que la hacía intuitiva. Se pretendía que Luminous se utilizara en la propia empresa y en las filiales occidentales de esta, pero no que se concediera una licencia a otros desarrolladores externos. Además, se incorporó la capacidad de combinar elementos gráficos diseñados para escenarios de CG con animación en tiempo real altamente avanzada, lo que hace que los dos gráficos sean similares. En 2011 Luminous Studio fue presentado oficialmente.
El responsable del proyecto fue Yoshihisa Hashimoto, Director de Tecnología de Square Enix, quien se había trasladado a la empresa desde Sonic Team en 2009 y se involucró en el desarrollo en 2011. Otros miembros clave de Square Enix que trabajan en Luminous Studio son Takeshi Nozue, Akira Iwata y Hiroshi Iwasaki. Mientras se preparaba el trabajo preliminar para Luminous, los miembros del equipo viajaron para ver la tecnología de motores que están desarrollando IO Interactive, Crystal Dynamics y Eidos Montréal, desarrolladores occidentales de videojuegos que se convirtieron en subsidiarias después de que la compañía comprara Eidos Interactive. Las subsidiarias occidentales de Square Enix compartieron información sobre el desarrollo de motores de juego a partir de su experiencia en el desarrollo de los motores de juego CDC y Glacier 2 y compartieron su código fuente con el equipo de Luminous Studio. Durante el 2012, un tercio del equipo de desarrollo final procedía de las empresas subsidiarias occidentales de la empresa. Luminous se desarrolló sobre la base de la tecnología DirectX 11 de última generación. Aunque Luminous está diseñado para videojuegos de octava generación, se dice que también es compatible con cualquier consola y hardware que pueda soportar sombras dinámicas, como PlayStation 3 y Xbox 360. Se dudaba de su compatibilidad con los hardware de séptima generación de Nintendo, como la Wii y la Nintendo 3DS, ya que estas consolas no eran soportaban el sombreado dinámico. Durante esta primera etapa, se estaba estudiando la posibilidad de ajustar el motor para su uso en Wii U. La compañía esperaba promocionar Luminous como un tipo de marca, mostrando el logotipo y las demos cuando estuviesen listas.

### Agni's Philosophy
Agni's Philosophy es una demo creada por Square Enix para mostrar las capacidades de Luminous Studio. Agni's Philosophy fue una colaboración entre la división cinematográfica de Visual Works (una sección de la compañía generalmente asociada con la producción de películas CGI para los videojuegos de la compañía) y el departamento de I+D de Square Enix, división de tecnología avanzada, con el objetivo de crear una demo con gráficos en tiempo real que tenga una calidad que se acerque lo más posible a la de los CGI previamente renderizados. El desarrollo de la demo duró aproximadamente medio año. A diferencia de las demos anteriores creadas por la empresa, que se basaban en juegos preexistentes, Square Enix decidió crear algo completamente original. La demo se centró en la serie Final Fantasy: durante las discusiones, el equipo se planteó la pregunta "¿Qué es Final Fantasy?. En la demo, el equipo tomó los componentes básicos de Final Fantasy y los usó, junto con otros elementos nuevos. Durante el desarrollo de la demo, se hizo un enfoque especial en la creación de Agni, el personaje principal. En el caso de la demo, como se trataba de un trabajo en desarrollo, se optimizó el rendimiento gráfico. Mientras que la historia y la temática fueron creadas por el personal japonés, muchos de los diseños de los personajes fueron realizados por personal de las subsidiarias occidentales. La tecnología para crear la demo se obtuvo en su totalidad de los ordenadores de última generación de la época. Una versión inicial del cabello de Agni fue creada usando un maniquí y una peluca estilizada por un maquillador profesional. La cara de cada personaje se construyó usando capturas de movimiento con actores reales las cuales fueron ajustadas y ampliadas en la postproducción. Todo el proceso de desarrollo, desde la conceptualización hasta el desarrollo, duró aproximadamente un año. Agni's Philosophy fue presentada en la E3 2012 como parte de una presentación especial de Square Enix. Como parte de la presentación, los expositores invitados hicieron una pausa en la demo y modificaron los elementos de los personajes al momento para mostrar las características de personalización del motor. Agni's Philosophy también fue presentada en SIGGRAPH 2012.
La demo de Agni's Philosophy corría a 60 fotogramas por segundo, usaba 1.8 GB de datos de textura por fotograma y movía diez millones de polígonos por fotograma, con aproximadamente de 300,000 a 400,000 polígonos por modelo de personaje. En la demo, toda la ciudad estaba teselada (Técnica usada en gráficos). Hay una escena en la que aparecen en pantalla 100.000 insectos iluminados similares a luciérnagas, cada uno de ellos es un modelo de malla poligonal completa con cuerpo y alas, que proceden a fusionarse para generar un monstruo invocado. La producción de la demo comenzó en junio de 2011, e inicialmente fue producida como animación CGI pre-renderizada por Visual Works antes de que Square Enix intentara reproducirla completamente en tiempo real con el motor de Luminous Studio, utilizando los mismos recursos que en la versión CGI.

### Final Fantasy XV
Antes de cambiar su nombre de Final Fantasy Versus XIII y pasar a las consolas de octava generación, Final Fantasy XV utilizaba la tecnología de iluminación de Luminous junto con un motor de juego patentado especialmente diseñado para ello. Para su nueva presentación del E3 2013 bajo su nuevo nombre, la compañía utilizó un motor especialmente creado bajo el nombre de Ebony. En julio de 2014, Hashimoto dejó la empresa por motivos personales. Cuando aún trabajaba como asesor para Luminous Studio, su puesto de jefe de proyecto fue ocupado por Remi Driancourt, un ingeniero veterano que había trabajado con juegos con tecnología Luminous. La versión de XV se presentó en Tokyo Game Show y Jump Festa ese año se ejecutó en Luminous 1.4, que combinaba Luminous con componentes creados para Ebony. La demo de Final Fantasy XV titulada Episode Duscae se ejecutó en la versión 1.5 y los desarrolladores planeaban que el juego final se ejecutara en la versión 2.0.
En Luminous Studio, las escenas en tiempo real dentro de Final Fantasy XV tienen cinco millones de polígonos por fotograma, con modelos de personajes compuestos por unos 100.000 polígonos cada uno. Los modelos de personajes para XV fueron construidos con 600 huesos, estimados en aproximadamente 10-12 veces más que los hardware de la séptima generación. Se utilizan unos 150 huesos para la cara, 300 para el pelo y la ropa y 150 para el cuerpo. Para el cabello de los personajes, el equipo utilizó la misma técnica que con los personajes de Agni's Philosophy. El cabello interno de cada personaje utiliza unos 20.000 polígonos, cinco veces más que los hardware de la séptima generación. La capacidad de datos para las texturas también es mucho mayor que antes. Cada personaje utiliza 30 MB de datos de textura y diez niveles de detalle. Mientras que los juegos de séptima generación utilizaban de 50 a 100 MB de datos de texturas para una escena, Final Fantasy XV puede utilizar unas 16 veces esta cantidad en la PlayStation 4. Para las texturas HD se utilizan 2048×2048 y 4096×4096 texeles. Para la adaptación a Microsoft Windows, Luminous Studio se actualizó utilizando tecnología de Nvidia. For the Microsoft Windows port, Luminous Studio was upgraded using technology from Nvidia.

### Witch Chapter 0
En abril de 2015, Square Enix anunció que el motor soportaría DirectX 12 y Nvidia reveló una nueva demo en tiempo real desarrollada por Square Enix para el motor, llamada Witch Chapter 0[cry], con el personaje Agni de la demo anterior Agni's Philosophy. La demo muestra más de 63 millones de polígonos por cuadro, utiliza texturas de resolución "8K por 8K" y el cabello de Agni está renderizado con más de 50 sombras dinámicas, con cada mechón de cabello renderizado como un polígono. Además, retrata el llanto humano con un alto nivel de detalle y la calidad de los gráficos en tiempo real se ha comparado con la animación CGI pre-renderizada. La demo tardó un año en producirse y se ejecutó en un PC con cuatro tarjetas gráficas GeForce GTX Titan X.

### Luminous Productions
A principios de 2018, Square Enix estableció al equipo de desarrollo de Final Fantasy XV como un nuevo estudio subsidiario llamado Luminous Productions. El objetivo era crear nuevos videojuegos AAA para una audiencia global, además de otros contenidos multimedia. El nombre "Luminous" era una referencia intencional al motor de Luminous Studio, que estaba siendo utilizado por el equipo para un nuevo juego AAA sin título. Luminous Productions siguió trabajando en Final Fantasy XV junto con su nuevo proyecto. Más tarde ese mismo año, debido a cambios en la política de la empresa y desacuerdos personales con la dirección de la misma, el líder del nuevo estudio y director de Final Fantasy XV, Hajime Tabata, abandonó Luminous Productions y Square Enix. Debido a esto los contenidos descargables planeados para Final Fantasy XV fueron cancelados y los recursos desarrollados se trasladaron al proyecto AAA sin título, que utilizaría Luminous Studio.

## Características
- Oclusión ambiental incluidas las sombras, los armónicos esféricos y la oclusión del ambiental del espacio de la pantalla[24]
- Sistema de animación, incluidas la animación de huesos de personajes, rutinas de animación AI,[25] IK de cuerpo completo (cinemática inversa),[26] animación de procedimiento y animación facial basada en músculos[24]
- Anti-aliasing, incluidas MSAA, FXAA,[10] y Yebis 2 antialiasing basado en imágenes[27]
- Inteligencia artificial,[26] incluidas la IA reactiva,[3] la IA de animación,[25] y la compatibilidad con la GPGPU[3]
- Renderizado diferido, incluido el alumbrado diferido (renderizado de paso previo de luz)[3]
- Z-buffer[24]
- Herramientas de desarrollo, módulos y software para la edición de niveles, animación, edición de juegos y creación de sombras dinámicas[3]
- Compatibilidad con DirectX 11 y DirectX 12
- Ciclo dinámico día-noche, incluida la hora del día[25]
  - Sistema de nubes dinámicas, incluida la simulación completa de nubes[25]
- Mapeo del entorno,[24] incluida la asignación de cubos[25]
- Sombreado de ojos, incluidas la reflexión especular, el resaltado, la refracción, las lágrimas,[24] y el sombreador de globo ocular,[28] lo que a su vez incluye la profundidad del ojo y la capa de transparencia[24]
- Iluminación global,[25] incluidas la iluminación global en tiempo real,[29] la iluminación indirecta[30] y la iluminación indirecta de alto brillo en tiempo real[31]
  - Iluminación global rápida mediante trazado de haces de rayos, incluidos el intercambio de radiación mediante rasterización, el muestreo de la dirección de los rayos, la cocción rápida de mapas de luz mediante teselado y el trazado de haces de rayos con un rendimiento de 200 millones de rayos por segundo en GTX 580[30]
  - Trazado adaptativo de haces de rayos, mediante la técnica de recubrimiento adaptativo con predicción de uso de memoria, una técnica de aceleración para generar mapas de luz de forma eficiente para una rápida iluminación global en escenas de gran tamaño[32]
  - Trazado de trayectorias, incluidos el trazado de trayectorias bidireccional en tiempo real mediante rasterización, el muestreo bidireccional y una técnica de supresión de interferencias para superficies brillantes[33]
  - Soluciones de trazado de rayos, incluidas la aproximación al trazado de rayos y un sombreado de trazado de rayos falsos[28]
- Compatibilidades con GPGPU y múltiples núcleos, incluidas la aceleración de la GPGPU y la compatibilidad con la GPGPU para la IA y la simulación física[3]
- Computación en la GPU, para partículas, pelo, tela y efectos visuales[7]
- Simulación capilar, para cabello y barba,[7] incluidos los sombreadores de simulación capilar, la simulación capilar acelerada en la GPU,[7] el software para renderizar el cabello mediante la técnica de maniquí,[16] las sombras dinámicas del cabello, la iluminación capilar, la dispersión, la reflexión especular,[24] las físicas capilares,[6] el teselado, el alisado de mechones, la interpolación de splines,[7] y el ajuste en tiempo real del color, el frizz, el volumen, el estilo,[24] la longitud y las físicas del cabello[6]
  - Un sombreado de geometría para el volumen del cabello[24]
  - Geometría basada en NURBS para cabello y barba,[24] incluidas las curvas NURB, splines B y splines T[16]
  - 50 sombreados para cabello[19]
- Renderizado dinámico de alto rango,[28] incluida la iluminación HDR[25]
- Iluminación, incluidas la refracción, la reflexión,[29] la reflexión difusa, la reflexión especular,[24] la iluminación volumétrica,[34] la iluminación por píxel y la transparencia independiente del orden por píxel[30]
  - Dispersión subsuperficial, como en el caso de la piel[24] y la ropa[25]
- Niveles de detalle[11] (LOD)[25]
- Compatibilidad con software Maya[28]
- Sistema de materiales,[25] incluido el renderizado de cristales[7]
- Capturas de movimiento,[8] incluida la captura de movimientos faciales[24]
- Eliminación selectiva,[11] incluida la selección de puntos para mapas con sombras imperfectas[31]
- Sistema de partículas,[29] incluidos el sistema de partículas acelerado en la GPU,[25] los efectos de las partículas, las partículas independientes, la manipulación en caso de colisión, la mezcla alfa, el almacenamiento intermedio de partículas, la actualización paralela de las partículas y el ajuste individual de la posición, la velocidad y otras propiedades de las partículas[7]
- Renderizado basándose en física[25]
- Simulaciones físicas,[3] incluidas la simulación de telas[25] con ajuste en tiempo real,[6] los efectos de agua como las ondas, la simulación de viento ajustable que afecta al entorno (como la hierba) y a los personajes (como la ropa),[25] y la compatibilidad con la GPGPU[3]
- Generador de sombras,[28] incluidos el mapeo de sombras[31] y el filtrado por proximidad (PCF)[24]
- Sombreador de piel, incluidos el sistema de coordenadas de la textura, las sombras y la iluminación de la piel, que a su vez incluye la reflexión difusa, la reflexión especular y la dispersión subsuperficial[24]
- Teselado,[29] incluidos el teselado de isolíneas y el teselado de suavizado de splines B[16]
- Reflexión del agua, incluidas la reflexión del espacio de la pantalla y la asignación de cubos[25]
- Resolución de texturas: 2048×2048 y 4096×4096 texeles,[11] 8K por 8K[19]
- Yebis 2 middleware[25] para post-procesamiento de videos,[28] incluidas la simulación de exposición basada en HDR, los ajustes de temperatura de color, la profundidad de campo,[24] el bokeh, la aberración cromática,[35] y el desenfoque de movimiento[36]

## Recepción
La presencia del motor de juego sorprendió a muchos críticos cuando fue presentado en la E3 2012. Kotaku describió los gráficos de la presentación preliminar del motor del juego como "deslumbrante" y "asombroso" y lo llamó un verdadero competidor de Unreal Engine 4. VG24/7 describió los gráficos como "magníficos". IGN citó la misma como un "gran salto hacia el futuro" y otras críticas hicieron énfasis en el modelado 3D realista del ojo humano y en la representación de gráficos en tiempo real.